# جراحی

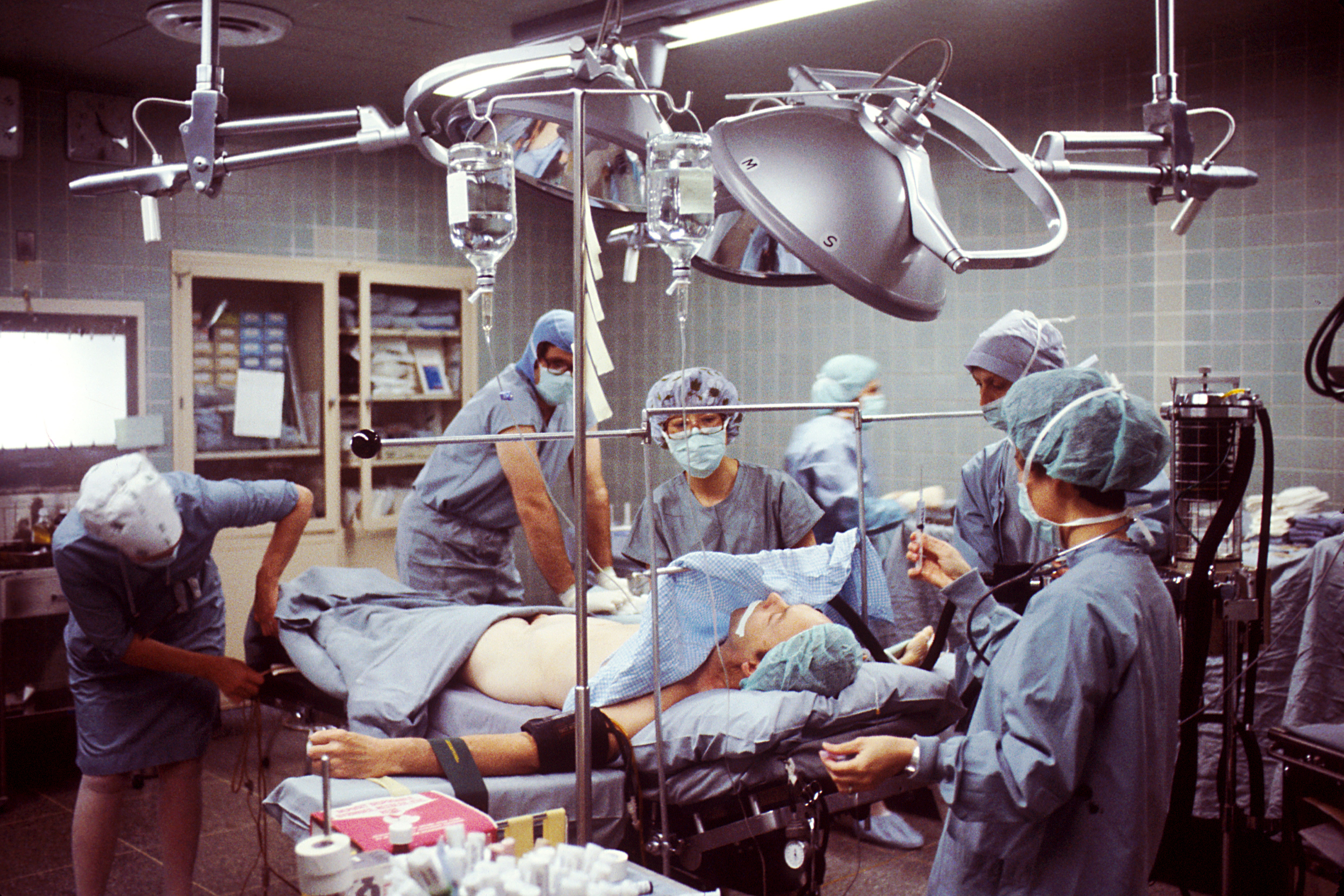
بیمار در اتاق عمل برای جراحی آماده می‌شود. ۱۹۷۸، آمریکا

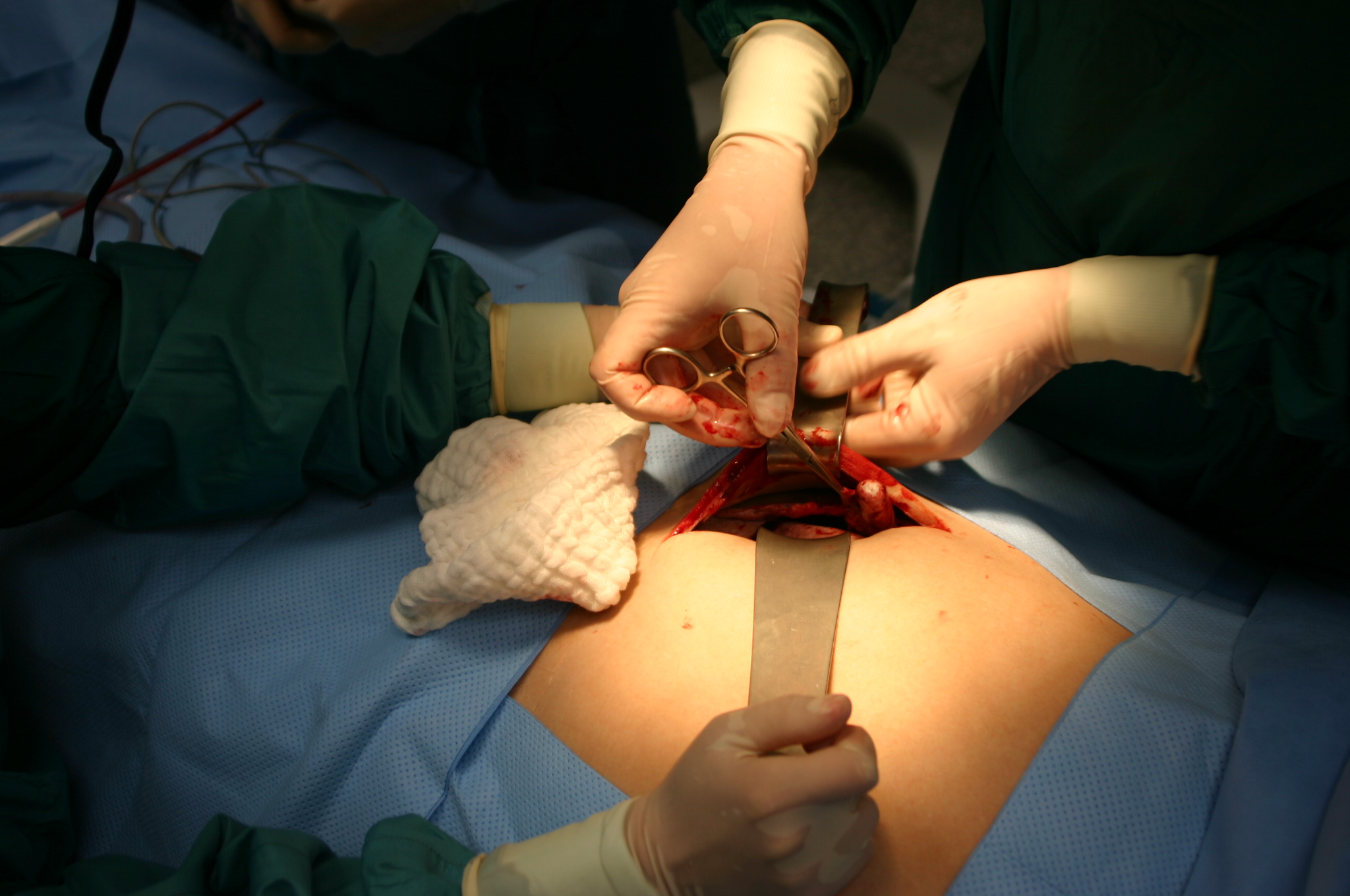

جرّاحی، نیشگری یا کاردپزشکی یکی از شیوه‌های درمانی در پزشکی، دندانپزشکی و دامپزشکی است. البته به دانش و تکنیک‌های این شیوه نیز جرّاحی گفته می‌شود. در این روش معمولاً از برش برای برداشتن بخشی از بدن (مانند کیسه صفرا، لوزه یا آپاندیس) یا بافت عفونی یا سرطانی یا کار گذاشتن وسیله‌ای (مانند پروتز یا دریچه مصنوعی) یا دستکاری و اصلاح نقصی (مانند دوختن آنوریسم یا باز کردن رگ) استفاده می‌شود. جرّاح یا نیشگر به فرد متبحر در جرّاحی گفته می‌شود. در زبان پارسی باستان به آن «نیشگری» یا «زخمگری» گفته می‌شود.
یک تیم جراحی متشکل از جراح، دستیار جراح، یک متخصص بیهوشی، یک پرستار گردش خون و یک تکنسین جراحی است. جراحی معمولاً از چند دقیقه تا چند ساعت طول می‌کشد، اما معمولاً یک نوع درمان مداوم یا دوره‌ای و مورد تکرار نیست.

## تعریف
جراحی عبارت است از هرگونه عملی در جهت تشخیص یا درمان بیماری‌ها، آسیب‌ها و ناهنجاری‌ها که مستلزم شکافتن پوست یا مخاط باشد. جراحی یک تخصص پزشکی است که از تکنیک‌های دستی و ابزاری بر روی یک فرد برای بررسی یا درمان یک وضعیت پاتولوژیک مانند یک بیماری یا آسیب، برای کمک به بهبود عملکرد بدن، ظاهر، یا ترمیم نواحی بدن و پارگی‌های ناخواسته استفاده می‌کند.
به‌عنوان یک قاعدهٔ کلی، زمانی که یک روش پزشکی شامل بریدن بافت‌های فرد یا بستن زخم قبلی باشد، جراحی محسوب می‌شود. سایر روش‌هایی که لزوماً تحت این عنوان قرار نمی‌گیرند، مانند آنژیوپلاستی یا آندوسکوپی، در صورتی‌که شامل روش‌های جراحی «متداول» یا تنظیماتی مانند استفاده از یک محیط استریل، بیهوشی، شرایط ضدعفونی‌شده و تجهیزات جراحی معمول مانند بخیه زدن یا استاپلر جراحی باشند، ممکن است جراحی در نظر گرفته شوند. تمام انواع جراحی به‌عنوان روش‌های درمانی تهاجمی در نظر گرفته می‌شوند.

## دسته‌بندی
روش‌های جراحی معمولاً بر پایهٔ فوریت، هدف و نوع روش، سیستم بدنی، اندام و موضع درگیر، درجهٔ تهاجمی و ابزار مورد استفاده دسته‌بندی می‌شوند.
- بر پایهٔ زمان‌بندی: جراحی انتخابی برای اصلاح یک وضعیت غیرتهدیدکنندهٔ زندگی انجام می‌شود و به درخواست فرد و مشروط به در دسترس بودن جراح و امکانات جراحی انجام می‌شود. جراحی نیمه انتخابی جراحی است که باید برای جلوگیری از ناتوانی دائمی یا مرگ انجام شود، اما می‌تواند برای مدت کوتاهی به تعویق بیفتد. جراحی اورژانسی یا اضطراری جراحی است که باید بدون تأخیر انجام شود تا از مرگ یا ناتوانی‌های جدی و/یا از دست دادن اندام‌ها و عملکردها جلوگیری شود.
- بر پایهٔ هدف: جراحی اکتشافی برای کمک یا تأیید تشخیص پزشکی انجام می‌شود. جراحی درمانی شرایط و وضعیتی را که قبلاً تشخیص داده شده‌است، درمان می‌کند. جراحی زیبایی برای بهبود ظاهر یک ساختار یا اندام بدن انجام می‌شود.
- بر پایهٔ نوع روش: قطع عضو شامل بریدن قسمتی از بدن، برای مثال یک اندام یا یک انگشت است. اخته کردن نیز یک مثال از جراحی قطع عضو است. رزکسیون برداشتن تمام یک اندام داخلی یا قسمتی از بدن، یا یک بخش کلیدی (لوب ریه، ربع کبد) از چنین اندام یا قسمتی از بدن است که نام یا کد خاص خود را دارد. رزکسیون سگمنتال می‌تواند شامل ناحیهٔ کوچک‌تری از یک اندام مانند بخش کوچکی از کبد یا یک برونش ریه باشد.[۵] اکسیزیون عبارت است از بریدن یا برداشتن تنها بخشی از اندام، بافت یا سایر قسمت‌های بدن یک فرد. اکسترپاسیون برداشتن کامل یا تخریب کامل یک عضو بدن است.[۶] کاشت مجدد شامل اتصال مجدد یک قسمت بریده شدهٔ بدن است. جراحی ترمیمی شامل بازسازی یک قسمت آسیب‌دیده، مثله‌شده یا تغییرشکل‌یافته از بدن است. جراحی پیوند عضو، جایگزینی یک عضو یا قسمتی از بدن با قرار دادن عضوی دیگر از انسان (یا حیوان) متفاوت به فرد تحت عمل جراحی است. برداشتن عضو یا قسمتی از بدن انسان یا حیوان زنده برای استفاده در پیوند نیز نوعی جراحی است.
- بر پایهٔ موضع جراحی: هنگامی که جراحی بر روی یک دستگاه یا ساختار بدن انجام می‌شود، ممکن است بر پایهٔ اندام، سیستم اندام یا بافت درگیر دسته‌بندی شود. برای مثال می‌توان به جراحی قلب (که روی قلب انجام می‌شود)، جراحی گوارشی (که در دستگاه گوارش و اندام‌های جانبی آن انجام می‌شود)، و جراحی ارتوپدی (که روی استخوان‌ها یا ماهیچه‌ها انجام می‌شود) اشاره کرد.
- بر پایهٔ درجهٔ تهاجمی روش‌های جراحی: جراحی کم‌تهاجمی شامل برش‌های بیرونی کوچک‌تر برای قرار دادن ابزارهای کوچک‌تر در داخل حفره یا ساختارهای بدن است، مانند جراحی لاپاراسکوپی یا آنژیوپلاستی. در مقابل، یک روش جراحی بازمانند لاپاراتومی نیاز به یک برش بزرگ برای دسترسی به ناحیهٔ مورد نظر دارد.
- بر پایهٔ تجهیزات مورد استفاده: جراحی لیزری شامل استفاده از لیزر برای برش بافت به‌جای تیغ جراحی یا ابزارهای جراحی مشابه است. ریزجراحی شامل استفاده از میکروسکوپ جراحی توسط جراح برای دیدن ساختارهای کوچک است. در جراحی رباتیک از یک ربات جراحی استفاده می‌شود مانند سامانهٔ جراحی داوینچی

## واژه‌شناسی
- نام‌گذاری جراحی‌های اکسیزیون اغلب با نام اندامی که قرار است برداشته شود (بریده شود) شروع می‌شود و به ــِکتومی ختم می‌شود مانند توبکتومی و وازکتومی
- رویه‌هایی که شامل بریدن اندام یا بافت می‌شود به اتومی ختم می‌شود. نوعی روش جراحی که دیوارهٔ شکم برش داده می‌شود تا به حفرهٔ شکمی دسترسی پیدا شود، لاپاراتومی نام دارد.
- روش‌های کم‌تهاجمی، شامل برش‌های کوچکی که از طریق آن اندوسکوپ وارد می‌شود، به اسکوپی ختم می‌شود. برای مثال، چنین جراحی در حفرهٔ شکم لاپاراسکوپی نامیده می‌شود.
- مراحل تشکیل یک دهانهٔ دائمی یا نیمه‌دائمی به‌نام استوما (مجرا) در بدن به استومی ختم می‌شود.
- بازسازی، جراحی پلاستیک یا زیبایی یک عضو بدن با نامی برای قسمتی که قرار است بازسازی شود شروع می‌شود و به ــُپلاستی ختم می‌شود. جراحی زیبایی بینی یا راینوپلاستی یک جراحی ترمیمی یا زیبایی برای بینی است و در زبان لاتین، واژهٔ راینو به‌عنوان پیشوندی برای «بینی» استفاده می‌شود.
- ترمیم ساختار آسیب‌دیده یا غیرطبیعی مادرزادی به رافی ختم می‌شود.

## تاریخچهٔ جراحی

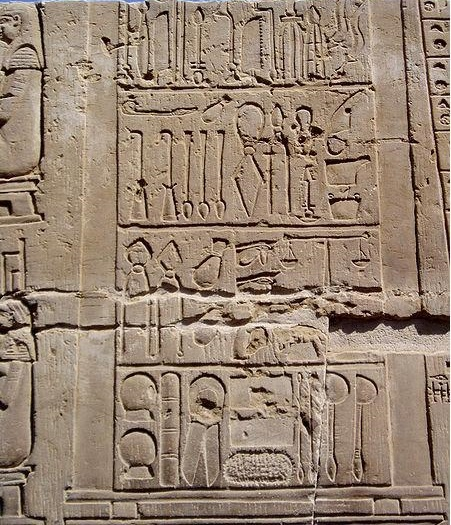
تصویر ابزار جراحی بر روی دیوار معبد کوم اومبو در مصر

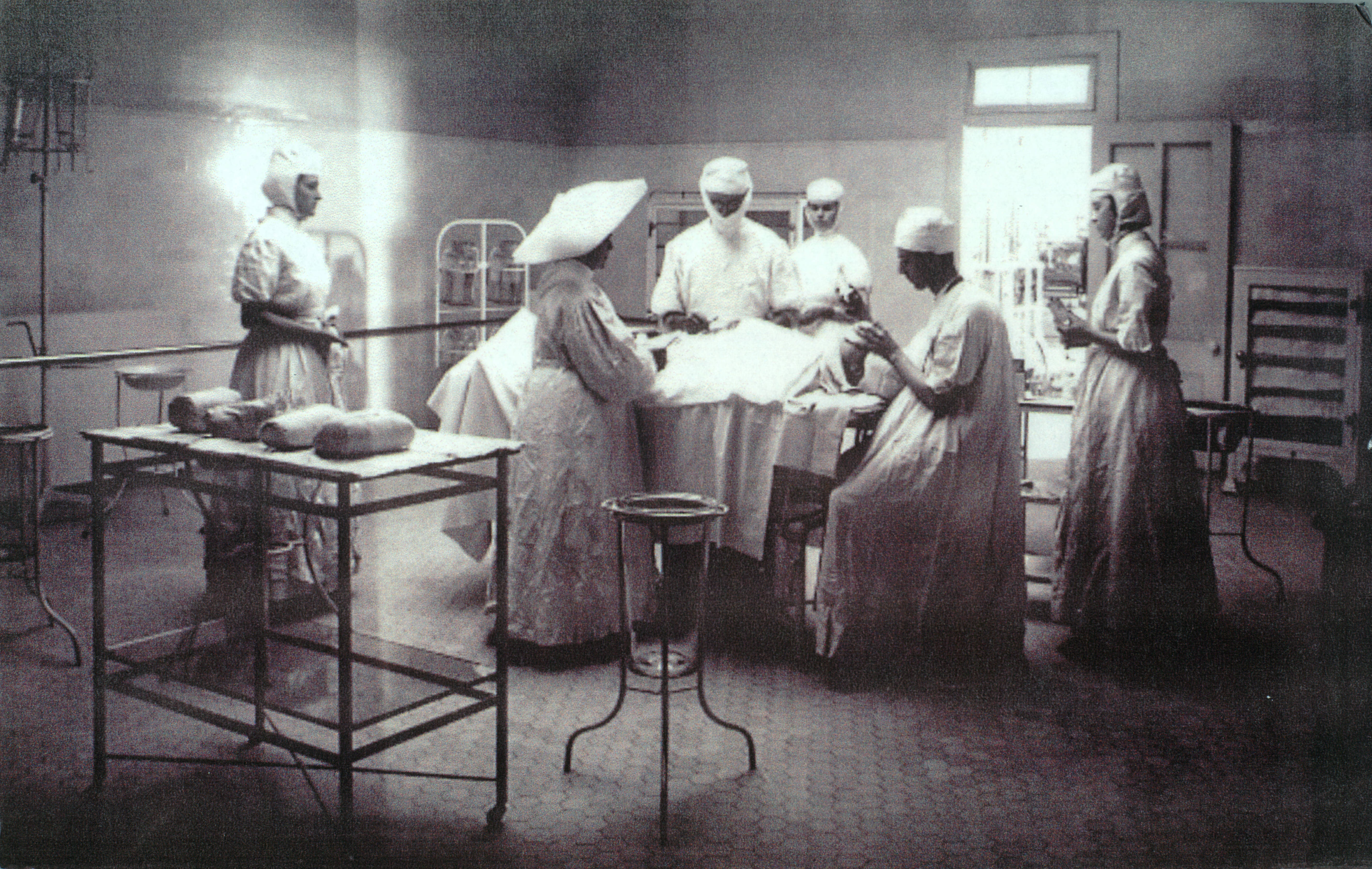
تصویری از اتاق عمل شفاخانه لس‌آنجلس در سال ۱۹۰۸ میلادی.

به احتمال زیاد جراحی هم‌زمان با پزشکی به وجود آمده‌است. بر جمجمه‌های انسان‌های پیش از تاریخ آثاری از سوراخ کردن استخوان با مته دیده می‌شود و در برخی نواحی قطعاتی از استخوان‌های آدمی به دست آمده که ظاهر آن‌ها حکم می‌کند این قطعات با آلات تقریباً شبیه به آلات کنونی قطع شده‌اند. هومر از پانسمان زخم‌ها صحبت کرده‌است. در کتب بقراط از بادکشی، فصادی، بیرون آوردن پولیپ از بینی، حجامت و غیره مباحث گوناگونی می‌بینیم که در آن‌ها عمل با آهن و آتش انجام می‌گیرد و نیز از سازوکار و معالجه شکستگی و به‌کار بردن باند برای بستن زخم‌ها و اصلاح بدن بحث‌ها شده‌است. در مکتب اسکندریه، جراحی همگام تشریح پیش رفت و در رم نیز کارهای حائز اهمیت مانند جالینوس بسیار است.
ابوالقاسم زهراوی دانشمند برجستهٔ اندلسی متخصص درمان بیماری با کوتریزاسیون بود. او چندین ابزار جراحی را برای اهدافی مانند بررسی داخلی مجرای ادرار و برای خارج کردن اجسام خارجی از گلو، گوش و سایر اعضای بدن اختراع کرد. او همچنین تلاش‌هایی جهت مدیریت ژنیکوماستی انجام داد و نخستین ماستکتومی را برای درمان سرطان پستان توصیف می‌کند. انجام نخستین جراحی تیروئیدبرداری به او نسبت داده می‌شود. زهراوی پیشگام تکنیک‌های جراحی مغز و اعصاب، درمان آسیب‌های سر، شکستگی جمجمه، آسیب‌های ستون فقرات، هیدروسفالی و سردرد بود. نخستین توصیف بالینی یک روش جراحی برای هیدروسفالی توسط زهراوی ارائه شد که به وضوح تخلیهٔ مایع حفره جمجمه‌ای سطحی در کودکان هیدروسفالی را توصیف می‌کند.
در قرون وسطی علم جراحی در کشورهای مسیحی چون سایر علوم در نزد روحانیان بود ولی عمل جراحی شیوه فرعی برای درمان بود و جز سلمانی‌ها کسان دیگر به جراحی نمی‌پرداختند. در قرن یازدهم میلادی، دانشگاه‌های غربی شروع به گسترش کردند و در این دوره مکتب سالرن برای نخستین بار لقب دکتر و استاد به دانشوران در این زمینه داد. در فرانسه جراحان معروف کالج جراحی فرانسه را تأسیس نمودند. در قرن چهاردهم به جراح فرانسوی به نام گی دوشولیاک برمی‌خوریم که کارهای او بسیار عالمانه و روش‌مند بود.
در دوره رنسانس سه پزشک درخشان به نام وسال، آمبروز پاره و ورتزیوس به چشم می‌خورند. از اواسط قرن هفدهم بیانز و روبردو شروع به دفاع از جراحی علمی کردند و در سال ۱۶۷۱ م. لوئی چهاردهم مدرسهٔ سلطنتی جراحی را تأسیس کرد و پزشکان و جراحان متبحری راه را برای جراحان قرن هجدهم باز کردند. لوئی پانزدهم کاملاً سلمانی‌ها را از جراحی کنار گذاشت و مانع اعمال آن‌ها در این زمینه شد. وضع کنونی جراحی فرانسوی بر روی کارهای آکادمی جراحی سلطنتی فرانسه تأسیس شده در ۱۷۱۳ م. گذارده شده‌است. این مؤسسه توانست جراحی اروپا را تحت تأثیر قرار دهد و در ابتدای قرن نوزدهم جراحی درمانی رو به کمال گذاشت. نبوغ جراحان در همهٔ قسمت‌های بدن جلوه می‌کرد و جراحی پیشرفت‌های مهمی کرد و ضمناً با دو کشف اساسی یکی بیهوشی و دیگری ضدعفونی، همه اعضای بدن انسان زیر تیغ جراحان قرار گرفت. دو جنگ جهانی اول و دوم کارهای عملی را به‌سرعت پیش برد. بالاخره با پیدایش آنتی‌بیوتیک‌ها در اواخر جنگ جهانی دوم و پیشرفت‌های سریع بشر در زمینه‌های صنعتی و علمی، امروزه جراحی گسترش فراوان یافته‌است.

## شیوه‌های جراحی
در گذشته جراحی همواره با تیغ جراحی و برش موضع عمل انجام می‌شد اما امروزه روش‌های جراحی پیشرفته‌تری مانند جراحی آندوسکوپیک، جراحی لیزری، اشعه گاما و کوتر نیز به‌کار می‌روند. امروزه جراحی در اتاق عمل و با بیهوشی عمومی انجام می‌گیرد. از عوارض احتمالی جراحی عفونت بعد از عمل، خونریزی و اسکار محل جراحی هستند.

## تخصص‌های جراحی
با توجه به گسترش دانش جراحی این رشته به زیررشته‌های مختلفی مانند جراحی عمومی، جراحی کلیه و مجاری ادراری، جراحی مغز و اعصاب (پِدنیشگری)، جراحی ارتوپدی، جراحی زنان و زایمان، جراحی زیبایی و… منشعب شده‌است.